# Wrzask
Wrzask [pronunciación en polaco: /vʐask/] es un pueblo ubicado en el distrito administrativo de Gmina Stryków, dentro del condado de Zgierz, Voivodato de Łódź, en el centro de Polonia. Se encuentra a unos 8 kilómetros al noroeste de Stryków, a 16 kilómetros al noreste de Zgierz, y a 21 kilómetros al norte de la capital regional Łódź.
El pueblo tiene una población de 60 habitantes.